# Даніель Кестль
Даніель Кестль (чеськ. Daniel Köstl, нар. 23 травня 1998, Прага, Чехія) — чеський футболіст, центральний захисник словацького клубу «Ружомберок».

## Ігрова кар'єра

### Клубна
Даніель Кестль є вихованцем клубної академії празької «Спарти». Перед сезоном 2016/17 захисник отримав виклик до першої команди клубу. 12 жовтня 2016 року у кубковому матчі Кестль дебютував на професійному рівні. В листопаді того року футболіст також взяв участь у матчі групового етапу Ліги Європи проти англійського «Саутгемптона». У лютому 2018 року Кестль відправився в оренду на півтора року до «Слована» (Ліберець).
В липні 2019 року Кестль перейшов до клубу «Богеміанс 1905», з яким підписав контракт на три з половиною роки. 12 липня футболіст провів першу гру в складі нової команди.
Влітку 2024 року Кестль перебрався до сусідньої Словаччини, де на три роки підписав контракт з клубом «Ружомберок».

### Збірна
Даніель Кестль провів десять матчів в складі юнацьких збірних Чехії.